# Puerto de Palombera

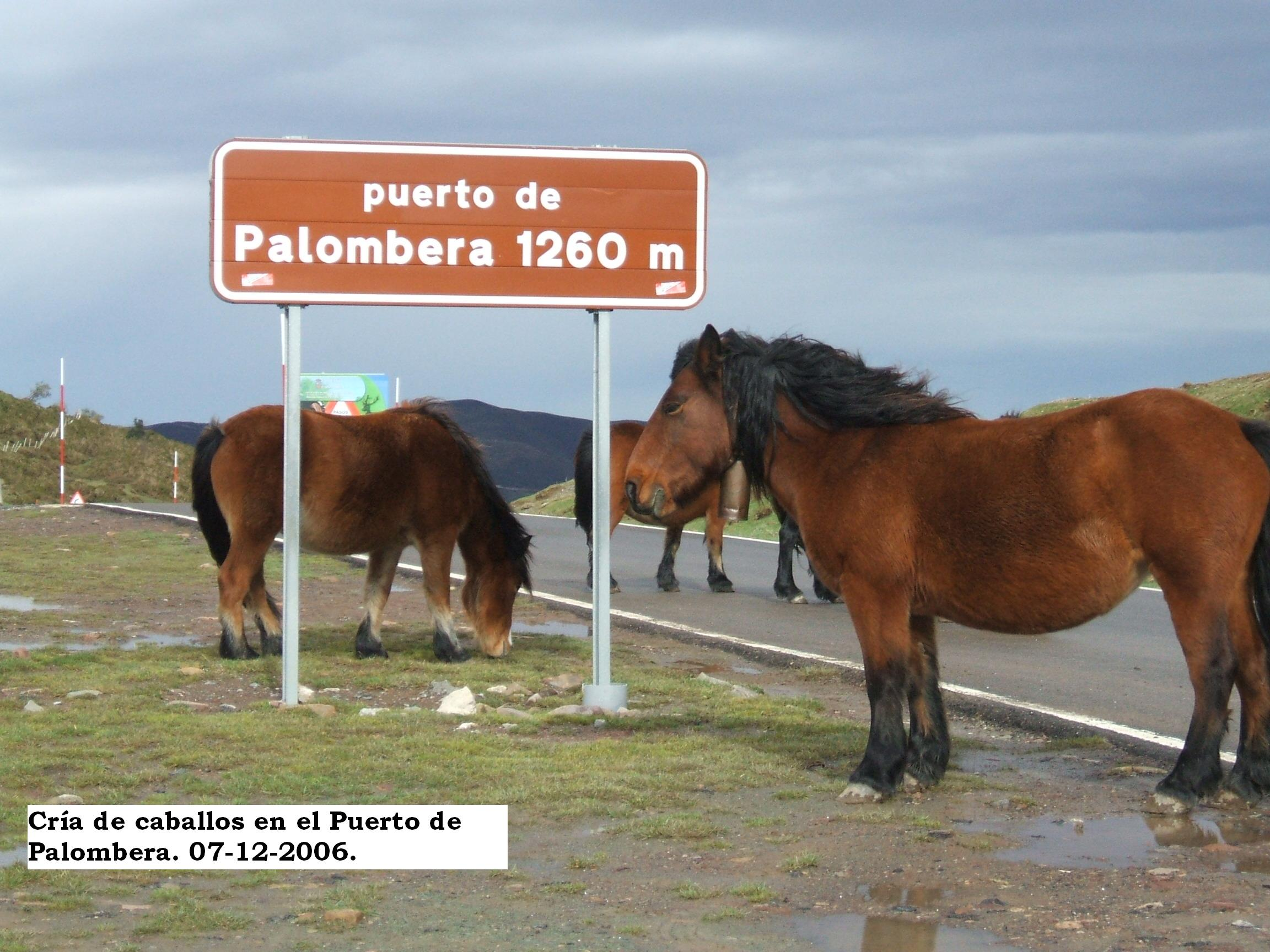
Cavalos no passo de Palombera

O Puerto de Palombera (em português, Passo de montanha de Palombera) é um passo de montanha situado na Cantábria (Espanha). Por aí passa a estrada CA-280, à altitude máxima de 1260 m. Esta via liga Valle de Cabuérniga e Campoo sendo as localidades de Saja e Soto as primeiras que se encontram em cada lado respectivamente.
Grande parte da subida até ao passo de montanha pela vertente norte é feito dentro dos limites do Parque natural Saja-Besaya.
|  |